# Gianni Pasquarelli
Gianni Pasquarelli (Gualdo Tadino, 10 settembre 1928 – Roma, 2 febbraio 2018) è stato un dirigente d'azienda e giornalista italiano.

## Biografia
Figlio dell'imprenditore Oddino Pasquarelli e di Anita Tomassini, frequentò le scuole della sua città natale fino al ginnasio e nel 1944 si trasferì a Foligno per completare gli studi scientifici.
Laureato all'Università Statale di Roma in scienze economiche, diventò assistente volontario di politica economica nel medesimo ateneo dal 1955 al 1960 e poi presso l'Università di Perugia. Iscritto alla Democrazia Cristiana, dal 1952 al 1957 e dal 1960 al 1964 ricoprì la carica di consigliere del Comune di Gualdo Tadino. Trasferito a Roma si accostò al giornalismo finanziario, diventando editorialista dal 1959 di importanti testate quali «Il Popolo», il «Giornale del Mattino», la «Gazzetta del Popolo», «Il Globo».
Prestò la sua collaborazione anche a riviste settimanali e mensili: «Concretezza», «La Discussione», «Il Capitale», «Auto 70». Capo dell'Ufficio Stampa del ministro della Riforma della Pubblica Amministrazione Giuseppe Medici dal 1962 al 1963 nel IV Governo Fanfani, fu assunto in Rai dove commentò dal 1965 al 1973 gli avvenimenti economici e sindacali nel Telegiornale. Fu lui ad annunciare la notizia della morte dell'attrice Anna Magnani all'inizio del TG della sera del 26 settembre 1973. Lasciata la Rai, fu chiamato alla direzione del «Popolo» (1974-1975), organo ufficiale della Democrazia Cristiana. 
Dopo quell'esperienza iniziò la sua carriera manageriale: vicedirettore generale della Rai per il settore tecnico, commerciale, amministrativo e del personale (1976-1977); amministratore delegato e direttore generale della Sipra e Publicitas, aziende che gestivano la pubblicità per conto della Rai (1977-1986); fu amministratore delegato della Società Autostrade del gruppo Iri-Italstat (1986-1989).
Nel febbraio 1990 succedette a Biagio Agnes come direttore generale della Rai, conservando l'incarico fino al 1993, quando assunse la presidenza della Sasa, compagnia di assicurazioni nel settore pubblico. 
Fu nsignito nel 1994 dal presidente della Repubblica Oscar Luigi Scalfaro della onorificenza di Grande Ufficiale della Repubblica Italiana. Fu tra i principali fondatori della Scuola di giornalismo radiotelevisivo di Perugia, di cui fu anche presidente.
Nel 2004 fu nominato dalla Presidenza del Consiglio dei ministri membro del Comitato Organizzativo dell'Istituto di studi e analisi economica.